# Уррака Энрикеш
Дона Урра́ка Энри́кеш (порт. Urraca Henriques; ум. в 1173, Пуэнтедеуме, Галисия), принцесса, дочь Энрике, графа Португалии и Терезы Леонской, сестра короля Афонсу I.

## Биография
Старшая дочь графа Энрике и графини Терезы, по линии отца вела свой род от короля Гуго Капета, основателя династии французских Капетингов, по материнской линии от Химено Гарсеса, правителя Сангуэсы, основателя династии Хименес, представители которой на протяжении столетий правили Наваррой, Арагоном и Кастилией. В 1122 году стала второй женой овдовевшего графа Бермудо Переса де Трава (ум. 1168), галисийского вельможи, представителя мощнейшей в Галисии рода де Трава. В португальских династических войнах XII века граф Бермудо был последовательным сторонником своей тещи — Терезы Леонской — и противником Афонсу I Великого. В 1131 году Бермудо поднял восстание против Афонсу в Сейе (близ Коимбры), но Афонсу изгнал своего шурина в Галисию. В 1140 году принял участие в битве при Сан-Мамеде и был пленен португальцами. В браке супруги имели шестерых детей. Известны тем, что в 1160 году оба приняли монашеский постриг в основанном ими в 1150 году монастыре в Пуэнтедеуме.